# Березовка (Багратіоновський район)
Березовка (рос. Березовка) — селище Багратіоновського району, Калінінградської області Росії. Входить до складу Гвардійського сільського поселення.
Населення — 405 осіб (2015 рік).

## Географія
Селище розташоване за 6 км від районного центру — міста Багратіоновська, 34 км від обласного центру — міста Калінінграда та 1083 км від Москви.

## Історія
До 1946 року село складалося з частин Ґрос Заусґартен, Наунінен, Піскайм, Ґендіттен, Кніпіттен, Перкуйкен, Зоссенен та Толлькайм. Мало назви Солнцево та Кузнечне до 1992 року.

## Населення
За даними перепису 2010 року, у селі мешкало 405 осіб, з них 195 (48,1 %) чоловіків та 210 (51,9 %) жінок. Згідно з переписом 2002 року, у селі мешкало 438 осіб, з них 209 чоловіків та 229 жінок.